# Ronde van Wallonië 2016
De 43e editie van de wielerwedstrijd Ronde van Wallonië (Frans: Tour de Wallonie) werd in 2016 gehouden van 23 tot en met 27 juli in Wallonië, België. De meerdaagse wielerkoers over vijf etappes maakte deel uit van de UCI Europe Tour 2016, in de categorie 2.HC. Deze editie werd gewonnen door de Belg Dries Devenyns. Hij won ook de laatste etappe.

## Deelnemende ploegen
Aan de start verschenen 144 renners verdeeld over achttien teams met ieder acht renners.
| WorldTour        | ProContinentaal             | Continentaal                     |
| ---------------- | --------------------------- | -------------------------------- |
| AG2R La Mondiale | Cofidis                     | Armée de Terre                   |
| Etixx-Quick Step | Direct Énergie              | Crelan-Vastgoedservice           |
| FDJ              | Fortuneo-Vital Concept      | Color Code-Arden'Beef            |
| IAM Cycling      | Gazprom-RusVelo             | Veranclassic-Ago                 |
| Team Katjoesja   | Roompot-Oranje Peloton      | Wallonie Bruxelles-Group Protect |
| Lotto Soudal     | Topsport Vlaanderen-Baloise |                                  |
|                  | Wanty-Groupe Gobert         |                                  |

## Etappe-overzicht
| etappe | datum   | start          | finish    | type       | afstand | winnaar        | klassementsleider |
| ------ | ------- | -------------- | --------- | ---------- | ------- | -------------- | ----------------- |
| 1e     | 23 juli | Charleroi      | Mettet    | Vlakke rit | 178 km  | Tom Boonen     | Tom Boonen        |
| 2e     | 24 juli | Saint-Ghislain | Le Roeulx | Vlakke rit | 180 km  | Boris Vallée   | Tom Boonen        |
| 3e     | 25 juli | Eigenbrakel    | Vielsalm  | Heuvelrit  | 200 km  | Dimitri Claeys | Gianni Meersman   |
| 4e     | 26 juli | Aubel          | Herstal   | Heuvelrit  | 180 km  | Matteo Trentin | Gianni Meersman   |
| 5e     | 27 juli | Engis          | Dison     | Heuvelrit  | 184 km  | Dries Devenyns | Dries Devenyns    |

## Eindklassementen

### Algemeen klassement
| Plaats    | Naam                   | Ploeg                  | Tijd     |
| --------- | ---------------------- | ---------------------- | -------- |
| Gele trui | Dries Devenyns         | IAM Cycling            | 22u02'48 |
| 2         | Gianni Meersman        | Etixx-Quick Step       | + 5"     |
| 3         | Vjatsjeslav Koeznetsov | Team Katjoesja         | + 6"     |
| 4         | Jelle Vanendert        | Lotto Soudal           | + 7"     |
| 5         | Jevgeni Sjaloenov      | Gazprom-RusVelo        | + 9"     |
| 6         | Floris De Tier         | Topsport Vlaanderen    | + 13"    |
| 7         | Xandro Meurisse        | Crelan-Vastgoedservice | + 15"    |
| 8         | Florian Sénéchal       | Cofidis                | z.t.     |
| 9         | Laurent Pichon         | FDJ                    | + 16"    |
| 10        | Jonathan Hivert        | Fortuneo-Vital Concept | + 17"    |
|           |                        |                        |          |
| 11        | Huub Duyn              | Roompot-Oranje Peloton | + 20"    |

1996 · 1997 · 1998 · 1999 · 2000 · 2001 · 2002 · 2003 · 2004 · 2005 · 2006 · 2007 · 2008 · 2009 · 2010 · 2011 · 2012 · 2013 · 2014 · 2015 · 2016 · 2017 · 2018 · 2019 · 2020 · 2021 · 2022 · 2023 · 2024
Etappewedstrijden

 Ster van Bessèges · 
 Ronde van Valencia · 
 La Méditerranéenne · 
 Ronde van de Algarve · 
 Ruta del Sol · 
 Ronde van de Haut-Var · 
 Ronde van de Provence · 
 Driedaagse van West-Vlaanderen · 
 Internationale Wielerweek · 
 Internationaal Wegcriterium · 
 Driedaagse van De Panne-Koksijde · 
 Ronde van de Sarthe · 
 Ronde van Castilië en León · 
 Ronde van Trentino · 
 Ronde van Kroatië · 
 Ronde van Turkije · 
 Ronde van Yorkshire · 
 Ronde van Asturië · 
 Ronde van Azerbeidzjan · 
 Vierdaagse van Duinkerke · 
 Ronde van Madrid · 
 Ronde van Picardië · 
 Ronde van Cova da Beira · 
 Ronde van Noorwegen · 
 World Ports Classic · 
 Ronde van België · 
 Ronde van Estland · 
 Ronde van Luxemburg · 
 Boucles de la Mayenne · 
 Ster ZLM Toer · 
 Ronde van Slovenië · 
 Ronde van Oostenrijk · 
 Sibiu Cycling Tour · 
 Ronde van Rhône Alpes-Valromey · 
 Ronde van Wallonië · 
 Ronde van Denemarken · 
 Ronde van Portugal · 
 Ronde van Burgos · 
 Ronde van Gévaudan Languedoc-Roussillon · 
 Ronde van de Ain · 
 Ronde van Tsjechië · 
 Arctic Race of Norway · 
 Ronde van de Limousin · 
 Ronde van Poitou-Charentes · 
 Tour des Fjords · 
 Ronde van Groot-Brittannië · 
 Ronde van Toscane · 
 Eurométropole Tour
Eendaagse wedstrijden

 Trofeo Felanitx-Ses Salines-Campos-Porreres · 
 Trofeo Pollença-Port de Andratx · 
 Trofeo Serra de Tramuntana · 
 Trofeo Playa de Palma-Palma · 
 GP La Marseillaise · 
 Grote Prijs van de Etruskische Kust · 
 Ronde van Murcia · 
 Clásica de Almería · 
 Trofeo Laigueglia · 
 Omloop Het Nieuwsblad · 
 Classic Sud Ardèche · 
 GP Lugano · 
 Kuurne-Brussel-Kuurne · 
 La Drôme Classic · 
 Le Samyn · 
 Strade Bianche · 
 GP Industria & Artigianato · 
 Ronde van Drenthe · 
 Nokere Koerse · 
 GP Nobili Rubinetterie · 
 Handzame Classic · 
 Classic Loire-Atlantique · 
 Grote Prijs van Cholet-Pays de Loire · 
 Dwars door Vlaanderen · 
 Route Adélie de Vitré · 
 Grote Prijs Miguel Indurain · 
 Volta Limburg Classic · 
 Ronde van La Rioja · 
 Parijs-Camembert · 
 Scheldeprijs · 
 Klasika Primavera · 
 Brabantse Pijl · 
 GP Denain · 
 Ronde van de Finistère · 
 Ronde van de Apennijnen · 
 Tro-Bro Léon · 
 La Roue Tourangelle · 
 Rund um den Finanzplatz Eschborn-Frankfurt · 
 Velothon Wales · 
 Grote Prijs van de Somme · 
 Grote Prijs van Plumelec · 
 Boucles de l'Aulne  · 
 Velothon Berlin · 
 GP Kanton Aargau · 
 Ronde van Keulen · 
 Ronde van Limburg · 
 Velothon Copenhagen · 
 Halle-Ingooigem · 
 GP Cerami · 
 Velothon Stuttgart · 
 Prueba Villafranca de Ordizia · 
 Rad am Ring · 
 Circuito de Getxo · 
 RideLondon Classic · 
 Polynormande · 
 Dwars door het Hageland · 
 Arnhem-Veenendaal Classic · 
 GP Jef Scherens · 
 GP Stad Zottegem · 
 Druivenkoers Overijse · 
 Schaal Sels · 
 Brussels Cycling Classic · 
 GP Fourmies · 
 Velothon Stockholm · 
 Ronde van de Doubs · 
 GP van Wallonië · 
 Coppa Bernocchi · 
 Coppa Agostoni · 
 Kampioenschap van Vlaanderen · 
 Grote Prijs Impanis-Van Petegem · 
 Memorial Marco Pantani · 
 GP van Isbergues · 
 GP Industria & Commercio di Prato · 
 Coppa Sabatini · 
 Ronde van Emilia · 
 Duo Normand · 
 GP Beghelli · 
 Ronde van de Drie Valleien · 
 Milaan-Turijn · 
 Ronde van Piemonte · 
 Ronde van de Vendée · 
 Ronde van het Münsterland · 
 Binche-Chimay-Binche · 
 Parijs-Bourges · 
 Parijs-Tours · 
 Nationale Sluitingsprijs